# Nazionale femminile under 20 di calcio del Messico
La nazionale Under-20 di calcio femminile del Messico è la rappresentativa calcistica femminile internazionale del Messico formata da giocatrici al di sotto dei 20 anni, gestita dalla Federazione calcistica del Messico (Federación Mexicana de Fútbol Asociación - FEMEXFUT).
Come membro della Confederation of North, Central America and Caribbean Association Football (CONCACAF) partecipa al campionato nordamericano di categoria e al campionato mondiale FIFA Under-20.
Nella sua storia sportiva la formazione messicana Under-20 ha partecipato a nove edizioni del Mondiale, dieci comprendendo anche le prime due riservate a formazioni Under-19, tutte tranne quella di Thailandia 2004 (U-19), conquistando come migliore piazzamento tre quarti di finale a Germania 2010, Giappone 2012 e Papua Nuova Guinea 2016. Ha inoltre partecipato a tutte le edizioni del Campionato nordamericano, dove ha ottenuto il titolo di campione nell'edizione di Trinidad e Tobago 2018.

## Campionato mondiale Under-20
- 2002: Primo turno (torneo Under-19)
- 2004: Non qualificata (torneo Under-19)
- 2006: Primo turno
- 2008: Primo turno
- 2010: Quarti di finale
- 2012: Quarti di finale
- 2014: Primo turno
- 2016: Quarti di finale
- 2018: Primo turno
- 2022: Quarti di finale
- 2024: Ottavi di finale

## Campionato nordamericano Under-20
- 2002: Finale assieme agli Stati Uniti (torneo Under-19)
- 2004: 4º posto (torneo Under-19)

- 2006: 3º posto
- 2008: 3º posto
- 2010: 2º posto
- 2012: 3º posto
- 2014: 2º posto
- 2015: 3º posto
- 2018: Campione